# It's Not Easy Being Green (Once Upon a Time)
It's Not Easy Being Green es el decimosexto episodio de la tercera temporada de la serie de televisión estadounidense de fantasía y drama, Once Upon a Time. El episodio se transmitió originalmente en los Estados Unidos el 06 de abril de 2013, mientras que en América Latina el episodio debutó el 21 de abril del mismo año por el canal Sony Latinoamérica. El guion principal del episodio fue coescrito por el guionista Andrew Chambliss y la dirección general estuvo a cargo de Mario Van Peebles.
En este episodio, con Rumpelstiltskin como su esclavo y su identidad expuesta a los habitantes de Storybroke, Zelena desafía públicamente a Regina a un duelo a muerte y la sorprende con la revelación de que las dos son familia. Mientras en el pasado de Oz, Zelena descubre sus raíces y de inmediato decide viajar a su lugar de origen.

## Argumento

### En el pasado de Oz
Un enorme tornado verde deja como único rastro a una bebe en las afueras de la ciudad de Oz, lugar donde es recogida por un leñador y su esposa. La mujer queda de inmediato conquistada por la ternura de la bebe, mientras que el esposo queda asustado de contemplar a la infante doblar una rama con solo mover su brazo. A pesar de lo ocurrido, su esposa no nota lo mismo y sugiere de inmediato adoptar a la bebe y la nombra "Zelena."
Conforme pasan los años, Zelena crece como una mujer hermosa y comedida que vive con su padre adoptivo, el mismo leñador que la adoptó varios años atrás. Desafortunadamente el hombre sigue sin aceptar los poderes mágicos de su hijastra y cada vez que la contempla hacer magia la llama "bruja" (Wicked en el idioma original), lo que entristece y aflige a la misma. Un día Zelena decide averiguar sus orígenes y para lograrlo le hace una visita a Oz, el grande y poderoso mago de la ciudad de Jade, del que se dice que tiene grandes poderes. En el castillo, Oz le revela a Zelena que su madre es una mujer humilde, que la abandono porque se interpuso en sus planes de alcanzar la vida noble, cosa que irónicamente obtuvo con su segunda hija, Regina, quien en el presente no solo vive como reina, sino que también recibe clases de magia personalmente del hechicero más poderoso: Rumpelstiltskin.
Al ver la vida de su hermanastra, Zelena exige una manera de volver al bosque encantado a lo que Oz responde otorgándole un par de zapatillas plateadas que le permiten a su usuario viajar a donde quiera. De esa manera Zelena regresa a su lugar natal y se escabulle en el castillo de Regina, donde es descubierta por Rumplestiltskin, que se sorprende de saber que Cora tuvo otro hija. A pesar de lo ocurrido, Rumple toma a Zelana como su pupila y le enseña todo lo que sabe. Sin embargo Zelena enfurece al enterarse de que Regina sigue siendo la preferida de su mentor, al descubrir que Rumple tiene planeado lanzar una maldición con su ayuda. Al ver la reacción de Zelana, el oscuro le advierte a su estudiante de controlar sus emociones al revelarle que se está (literalmente) poniendo verde de envidia.
De igual manera Zelena se escabulle nuevamente en el castillo de Regina y trata de matarla, para poder obtener todo lo que deseó, pero se trata de un Rumplestiltskin disfrazado, quien está dispuesto a defender a Regina con tal de asegurar la maldición, viéndose obligado a revelarle que la maldición tiene como precio sacrificar lo que más ama, y como Zelena lo ha comenzado a valorar, no puede permitirse morir sin antes llegar a una tierra sin magia. Al escuchar esto, Zelena le muestra las zapatillas plateadas con las que puede viajar a cualquier lugar, pero ahora que ha sido rechazada nuevamente las usa para volver a Oz, no sin antes jurar que lo hará a arrepentirse por no haberla escogido.
De regreso en el castillo de Oz, Zelena le pide al mago una manera de volver al pasado para cambiar la historia. Pero este le comenta que sus poderes no tienen tal alcance y mientras intenta convencerla de cambiar de parecer, es descubierto como un farsante que solo usaba objetos mágicos para mantener su fama. Al darse cuenta de que no lo puede ayudar, Zelena se inspira en uno de los carteles del mago para transformarlo en un mono volador. Mientras el resto de su piel se vuelve verde, Zelena se jura a sí misma hacer todo lo posible para evitar que su hermanastra nazca y por lo tanto apoderarse de lo que ella posee.

### En Storybroke
Luego del funeral de Neal/Bealfire, Garfio se acerca a Emma para comentarle que quiere pasar algo de tiempo con Henry para hablarle de su padre y ayudarlo con su pérdida, Emma cree que es buena idea y lo permite. Por otro lado, Campanita se acerca a Regina para preguntarle si sabe del tatuaje de Robin Hood, a lo que Regina responde que sí, pero se rehúsa a hablar de eso con ella y con su potencial pareja. Mientras todos están en Granny's. Zelena aparece en el lugar para desafiar públicamente a Regina, revelando en el progreso que es su hermanastra. Regina de todas formas acepta la oferta y le replica que no es el salvaje oeste, a lo que Zelena le responde: "No, linda. Es el oeste embrujado."
Regina descubre en su bóveda una carta de Rumpletilskin alabando a la primogénita de Cora, y al comprender que no se trataba de ella sino de su recién re-descubierta hermana mayor, le comenta a Robin Hood que si Zelena es tan poderosa, entonces no tiene oportunidad de ganar. Mientras tanto Emma reúne la ayuda de David, Campanita, y Bella para hacer algo al respecto antes de duelo. A Bella se le ocurre apoderarse de la daga para evitar que Gold siga siendo controlado. No obstante cuando van a la granja a buscar la daga, se ven en la obligación de huir del lugar, cuando un manipulado Gold les advierte que si intervienen en la pelea los matara. En los puertos del pueblo, Garfio le confiesa a Henry que conoció a su padre cuando era un niño y le enseñó a navegar en un intento por que el mismo conozca mejor a su padre.
Al anochecer, la pelea entre Regina y Zelena por fin tiene lugar. Y aunque la primera parece determina a pelear por el honor de su madre, Zelena supera por mucho en magia a su hermana menor. Luego de haber arrojado a Regina por la torre del reloj, Zelena intenta robar el corazón de la misma, pero no puede pues la villana no lo tiene. Es entonces cuando le revela que su madre Cora le enseñó que no debería traer su corazón a una pelea de brujas, revelándose de esa manera que Regina le entregó su corazón a Robin Hood para que lo protegiera. Molesta, Zelena escapa del lugar con su escoba, y tras llamar a Gold de regreso en su guarida le comenta que lo que está preparando no es una maldición sino una segunda oportunidad.

## Recepción

### Audiencia
El episodio tuvo un incremento en sus audiencias del episodio pasado, colocando un 2.4/6 entre gente de 18-49 años, con 7.24 millones de espectadores, de él episodio anterior.

### Críticas
El episodio ha recibido críticas positivas.
Hillary Busis de Entertainment Weekly le dio una buena crítica: " La versión de 'Once' del hombre detrás de la cortina apareció por primera vez esta noche. Al hacerlo, descubrimos que ese hombre en cuestión no es otro más que... Benjamin Linus. ¡Sólo bromeaba! Es Walsh, alias Christopher Gorham, alias el tipo que fue el novio-mono volador de Emma. El episodio de esta semana le dio su origen truncado -- pero más que eso, se desarrolló en el pasado de Zelena para darle luz verde en como se volvió una bruja de corazón frío por primera vez. (Dándonos que tan literal Once puede ser, no me sorprendería de saber que el corazón de Zelena esta literalmente en un bloque de hielo.)
Christine Orlado de TV Fanatic le dio un 4.4 de 5 estrellas.
Amy Ratcliffe de IGN le dio un 7.2 de 10, argumentando que "El Once de esta semana tuvo muchas cosas-en las mejores partes, pero Regina tuvo momentos fantásticos."
Gwen Ihnat de The A.V Club le dio una B+, notando que "En el reciente viaje a Oz de OUAT, Rebecca Mader ha estado matándolo cada semana como Zelena, nuestra reciente villana. Requiere una especie de análisis efectivo para seguir un diálogo como “Este no es el salvaje oeste” de Regina con “No, linda … Es el oeste embrujado.” Las historias del pasado que hemos visto en este show pueden ser buenas o malas, pero gracias a Mader y algunos efectivos CGI por primera e incluso en un final inesperado, este episodio de OUAT enfocado en la bruja resulta ser el mejor que hemos visto en un rato."